# Paramillerella
Paramillerella es un género de foraminífero bentónico de la subfamilia Pseudostaffellinae, de la familia Ozawainellidae, de la superfamilia Fusulinoidea, del suborden Fusulinina y del orden Fusulinida. Su especie tipo es Millerella? advena. Su rango cronoestratigráfico abarca desde el Serpukhoviense (Carbonífero inferior) hasta el Gzheliense (Carbonífero inferior).

## Discusión
Clasificaciones más recientes incluyen Paramillerella en la superfamilia Ozawainelloidea, y en la subclase Fusulinana de la clase Fusulinata. Clasificaciones más recientes incluyen Paramillerella en la familia Pseudostaffellidae. Paramillerella fue propuesto como un subgénero de Eostaffella, es decir, Eostaffella (Paramillerella).

## Clasificación
Paramillerella incluye a las siguientes especies:
- Paramillerella advena †
- Paramillerella asymmetrica †
- Paramillerella derbyi †
- Paramillerella dogbendensis †
- Paramillerella inflecta †
- Paramillerella pressa †
- Paramillerella thompsoni †

En Paramillerella se han considerado los siguientes subgéneros:
- Paramillerella (Chernousovella), también considerado como género Chernousovella y aceptado como Paramillerella
- Paramillerella (Vissarionovella), aceptado como género Paramillerella

Vissarionovella